# 榮進佳文
榮進佳文（日語：エイシンガイモン），是美國出生的日本純種競賽馬匹。生涯活躍於短途一哩賽事，曾連霸關屋紀念及勝出人馬錦標，亦在1995年朝日盃三歲錦標中跑獲亞軍。

## 出賽前
1993年3月22日出生於美國維珍尼亞州Keswick Stable，成長途中被馬主平井豐光購入並引入日本。
其後交由栗東訓練中心練馬師加用正訓練。

## 競賽生涯

### 3歲（現2歲）
1995年10月7日出戰京都競馬場3歲新馬戰，選擇領放之下在直路不斷拉開對手，最終以7馬位優勢取得首勝。
其後出戰條件戰黃菊賞，保持在先頭位置推進下雖然在直路一度取得領先，但在直路上被石野週日趕過下以第二落敗。
3星期後再度出戰白菊賞，本次比賽以穩定的節奏處於約莫第三的位置，在彎道處開始發力透出下於直路上展現不俗的加速力，最終彈離後方3馬位取勝。
年末以一級賽朝日盃三歲錦標作為目標，比賽初段保持在第五、六附近下在第三彎道展開攻勢，在彎道末段經已上前至第二。進入直路後，其仍然保持不俗的姿態展開加速，可惜在纏鬥之中被吹波糖壓制，最終敗於對手取得第二。

### 4歲（現3歲）
1996年雖然於首戰京成盃中僅跑獲第七的名次，但在其後的亦如月賞中展現不俗的鬥心以第三完賽，在番紅花錦標中同樣在直路上堅守位置最終跑獲第三。
4月20日選擇以新西蘭盃四歲錦標作為熱身，比賽初段保持在第五的位置穩步推進，在彎道稍為抽出中檔加速下在直路直迫前方賽駒，最終僅敗於領放馬傳說貂取得第二。
5月乘勢以NHK一哩賽作為下一步，本次比賽一反以往常態維持在中團偏後位置推進，結果未能在直路順利上前下以第八落敗。
稍為休養後在6月下旬經已復出出戰公開賽菩提樹錦標，順利起步後隨即進佔先頭位置，在直路上展現優秀的加速力逐步上前，最終以3馬位優勢取得第三場勝利。
其後隨即出戰關屋紀念挑戰年長馬匹，繼續以先行戰術展開賽事下於彎道處經已取得些微優勢，在直路上繼續在中檔位置加速下順利透出，最終成功阻止Shine Ford的挑戰取得首個分級賽冠軍。
入秋後繼續以一哩戰線作為目標，但未能發揮夏季時的表現，在天鵝錦標及一哩冠軍賽中分別以第七及第十七落敗，年末重返公開賽聖誕錦標亦僅跑獲第十。

### 5歲（現4歲）
1997年年初仍然維持頹勢，在京都金盃及宿昴錦標中均因為位置稍後又未能在直路追回差距而大敗，分別取得第十五及第十一的戰績。
休養一段時間過後在7月復出出戰朱鷺錦標，保持在中團位置下在直路稍為加速上前，最終跑出不俗的加速度下追回第三。
1個月後再度挑戰關屋紀念，本次比賽繼續保持於中團位置，在比賽途中未有太大動作，直至彎道處才抽出中外檔準備加速。進入直路後，其在望空的位置展開衝刺蠶食前方對手，在超越其他賽駒的同時亦和同樣位置加速的Bell Winner進入纏鬥狀態，最終榮進佳文成功壓制對手並以1馬位優勢率先衝線達成連霸。
9月以人馬錦標開啟秋季的賽事，但在直路上的衝勢不明顯下僅跑獲第五的戰績，在一哩冠軍賽中更以第八落敗。
年末縮程挑戰短途馬錦標，本次比賽在出閘後稍為墮後之中團後方，在彎道處進入狀態下開始上前，最終以全場第二快末腳的姿態成功透出，僅敗於大樹快車、杉野旋風、華盛頓色及花公園取得入板的第五。

### 6歲（現5歲）
1998年上半年普遍維持不俗的戰績，在首戰讀賣盃中重拾前置戰術下在直路上維持不俗的走勢保住第五，在其後的打吡公爵挑戰盃及京王盃春季盃中亦能取得第三及第六。
然而6月挑戰安田紀念時未能保持狀態，在隊伍最後方位置等待時機下於直路上毫無加速反應，最終以尾二第十六落敗。
秋季以天鵝錦標作為熱身戰，比賽途中保持在隊伍尾三附近的位置，在彎道處抽出大外檔下於直路逐步縮窄和前方的距離，最終跑獲第四的戰績。
11月仍然以一哩冠軍賽作為目標，繼續在中團位置展開推進下在直路上逐步爬升至前方，最終敗於大樹快車、星期天及大十字取得殿軍。
年末出戰短途馬錦標但未能維持上年度的勢頭，在直路僅加速一小段路程便未能繼續衝刺，最終以第七落敗。

### 7歲（現6歲）
1999年年初仍然維持一哩賽事的主軸但未有太大突破，東京新聞盃因加速不明顯跑獲第七，其後在讀賣盃及小倉大賞典中亦分別以第四及第五落敗。
5月陣營決定安排其增程至2000米賽事並出戰新潟大賞典，比賽初段隨即以優秀的反應進佔先頭第二的位置，全程保持穩定的速度推進。進入直路後，其仍然以不俗的衝勢維持在前方，最終成功取得第三的戰績。
夏季繼續其以中距離賽事作為目標，在7月出戰函館紀念。比賽開始後，其在第四的位置展開推進，在比賽途中始終維持穩定的節奏未有上前及未有墮後。進入直路後，其依然在中內欄的位置向前方發起攻勢，成功超越其他對手下僅敗於一早透出並享有讓磅優勢的Jo Big Bang，取得第二的戰績。
1個月後以新潟紀念作為目標，本次比賽仍然處於先頭部隊之中前進，在直路上一度展現不俗的勢頭稍微透出，可惜最終仍然敗於Brilliant Road及Hokkai Rousseau取得第三。
秋季重返短途戰線出戰人馬錦標，出閘後隨即保持在Road Ahead後方位置推進，同時一直以遮擋狀態展開賽事以保持體力。進入直路後，其隨即加速上前越過失勢的Road Ahead，同時運用餘力繼續加速下逐步彈離對手，最終以3馬位優勢戰勝Saikyo Sunday取得時隔2年2個月的分級賽冠軍。
其後第四度挑戰一哩冠軍賽，本次比賽以先行戰術展開下卻在第四彎道處開始失速，最終以第八的戰績落敗。

### 8歲（現7歲）
2000年首戰讀賣盃，但在比賽途中失速下以第十六大敗，其後的新潟大賞典亦以同樣方式取得第十二的戰績。
1個月後陣營安排其轉戰跳欄賽事，但在出戰障礙4歲以上未勝利戰時因跳欄失誤將騎師熊澤重文甩落而被判處比賽中止。
1個月後重新挑戰障礙4歲以上未勝利戰，本次比賽在先頭位置展開推進下穩步跳過每個障礙，但在直路上未能壓贏Three Tycoon下以第二落敗。
9月第三度出戰障礙4歲以上未勝利戰，本次比賽在初段經已搶先領放，但在中段的障礙時稍為放緩速度保持在第三附近的位置。跳過最後一個障礙進入直路後，其隨即以不俗的姿態展開加速迫近前方賽駒，最終在中段趕過對蝦下一直將領放帶至終點，以1 1/2馬位優勢取得勝利。
然而在跳欄賽事取得突破後出現較為嚴重的受傷進入休養，於陣營判斷下認為其不適宜繼續出戰跳欄賽，因而決定將其轉往地方繼續出戰。最終其所有權被售賣予地方馬主木村都，同時進入笠松競馬場練馬師青木和夫之馬房。

### 8歲[a]
2001年休養完成後在6月出戰夏季盃，為其在笠松的首戰，然而最終未能發揮實力取得第七。
其後在休養途中再度被轉廄，最終轉入隸屬高知競馬場的練馬師竹內昭利旗下。

### 9歲
2002年1月出戰在高知的首場賽事，但最終以包尾第十落敗，3月出戰同樣級別的賽事下亦以包尾作結。
完成以上賽事後，其被認為狀態經已不適合繼續出賽，因而取消高知縣競馬組合的賽駒註冊。

### 詳細賽績
| 日期       | 舉辦國家 | 馬場 | 距離   | 級別  | 賽事名稱          | 負重 | 騎師     | 馬號 | 出馬 | 名次     | 時間     | 頭馬（二馬）        |
| ---------- | -------- | ---- | ------ | ----- | ----------------- | ---- | -------- | ---- | ---- | -------- | -------- | ------------------- |
| 7/10/1995  | 日本     | 京都 | 草1600 |       | 3歲新馬           | 53   | 芹澤純一 | 7    | 8    | 1        | 1:38.2   | （One More Get Up） |
| 29/10/1995 | 日本     | 京都 | 草1600 |       | 黄菊賞            | 53   | 芹澤純一 | 11   | 16   | 2        | 1:34.5   | 石野週日            |
| 19/11/1995 | 日本     | 京都 | 草1600 |       | 白菊賞            | 54   | 芹澤純一 | 4    | 12   | 1        | 1:35.3   | （Nanayo Storm）    |
| 10/12/1995 | 日本     | 中山 | 草1600 | GI    | 朝日盃三歲錦標    | 54   | 武豐     | 10   | 12   | 2        | 1:34.3   | 吹波糖              |
| 7/1/1996   | 日本     | 東京 | 草1600 | GIII  | 京成盃            | 56   | 中館英二 | 10   | 14   | 7        | 1:35.4   | Sakura Speed O      |
| 4/2/1996   | 日本     | 京都 | 草1800 | GIII  | 如月賞            | 56   | 芹澤純一 | 2    | 10   | 3        | 1:48.6   | 欽點                |
| 9/3/1996   | 日本     | 中山 | 草1600 | OP    | 番紅花錦標        | 56   | 芹澤純一 | 4    | 8    | 3        | 1:35.5   | Dandy Commando      |
| 20/4/1996  | 日本     | 東京 | 草1400 | GII   | 新西蘭盃四歲錦標  | 56   | 南井克巳 | 3    | 17   | 2        | 1:22.7   | 傳說貂              |
| 12/5/1996  | 日本     | 東京 | 草1600 | GI    | NHK一哩賽         | 57   | 南井克巳 | 12   | 18   | 8        | 1:33.7   | 幸運樹              |
| 29/6/1996  | 日本     | 阪神 | 草1400 | OP    | 菩提樹錦標        | 57   | 武豐     | 1    | 8    | 1        | 1:20.7   | （Hishi Beat）      |
| 4/8/1996   | 日本     | 新潟 | 草1600 | GIII  | 關屋紀念          | 53   | 武豐     | 10   | 12   | 1        | 1:34.0   | （Shine Ford）      |
| 26/10/1996 | 日本     | 京都 | 草1400 | GII   | 天鵝錦標          | 55   | 藤田伸二 | 1    | 16   | 7        | 1:19.6   | 杉野旋風            |
| 17/11/1996 | 日本     | 京都 | 草1600 | GI    | 一哩冠軍賽        | 55   | 藤田伸二 | 4    | 18   | 17       | 1:36.6   | 真誠                |
| 21/12/1996 | 日本     | 中山 | 草1600 | OP    | 聖誕盃            | 57   | 橫山典弘 | 14   | 14   | 10       | 1:37.1   | Taiki Marshal       |
| 5/1/1997   | 日本     | 京都 | 草2000 | GIII  | 京都金盃          | 54   | 芹澤純一 | 12   | 16   | 15       | 2:04.2   | 石野週日            |
| 1/2/1997   | 日本     | 京都 | 草1400 | OP    | 宿昴錦標          | 54   | 福永祐一 | 9    | 14   | 11       | 1:25.2   | Namura Holmes       |
| 13/7/1997  | 日本     | 新潟 | 草1400 | OP    | 朱鷺錦標          | 58   | 蛯名正義 | 8    | 12   | 3        | 1:20.8   | Bell Winner         |
| 3/8/1997   | 日本     | 新潟 | 草1600 | GIII  | 關屋紀念          | 56   | 蛯名正義 | 11   | 14   | 1        | 1:33.5   | （Bell Winner）     |
| 28/9/1997  | 日本     | 阪神 | 草1400 | GIII  | 人馬錦標          | 59   | 武豐     | 3    | 14   | 5        | 1:21.2   | 大隅鉅子            |
| 16/11/1997 | 日本     | 京都 | 草1600 | GI    | 一哩冠軍賽        | 57   | 蛯名正義 | 3    | 18   | 8        | 1:34.9   | 大樹快車            |
| 14/12/1997 | 日本     | 中山 | 草1200 | GI    | 短途馬錦標        | 57   | 蛯名正義 | 11   | 16   | 5        | 1:08.9   | 大樹快車            |
| 8/3/1998   | 日本     | 阪神 | 草1600 | GII   | 讀賣盃            | 57   | 河內洋   | 3    | 11   | 5        | 1:34.0   | 星期天              |
| 11/4/1998  | 日本     | 中山 | 草1600 | GIII  | 打吡公爵挑戰盃    | 58   | 武豐     | 5    | 11   | 3        | 1:34.9   | 黑鷹                |
| 16/5/1998  | 日本     | 東京 | 草1400 | GII   | 京王盃春季盃      | 57   | 河內洋   | 11   | 16   | 6        | 1:20.9   | 大樹快車            |
| 14/6/1998  | 日本     | 東京 | 草1600 | GI    | 安田紀念          | 58   | 河內洋   | 7    | 17   | 16       | 1:41.6   | 大樹快車            |
| 31/10/1998 | 日本     | 京都 | 草1400 | GII   | 天鵝錦標          | 57   | 藤田伸二 | 13   | 14   | 4        | 1:22.5   | 皇家鈴鹿            |
| 22/11/1998 | 日本     | 京都 | 草1600 | GI    | 一哩冠軍賽        | 57   | 藤田伸二 | 12   | 13   | 4        | 1:34.2   | 大樹快車            |
| 20/12/1998 | 日本     | 中山 | 草1200 | GI    | 短途馬錦標        | 57   | 中館英二 | 6    | 15   | 7        | 1:09.5   | 礦之戀              |
| 7/2/1999   | 日本     | 東京 | 草1600 | GIII  | 東京新聞盃        | 57   | 吉田豐   | 12   | 16   | 7        | 1:34.8   | 帝皇光輝            |
| 7/3/1999   | 日本     | 阪神 | 草1600 | GII   | 讀賣盃            | 57   | 上村洋行 | 3    | 14   | 4        | 1:36.4   | Egao o Misete       |
| 17/4/1999  | 日本     | 中京 | 草1800 | GIII  | 小倉大賞典        | 57   | 上村洋行 | 4    | 16   | 5        | 1:47.0   | 末廣統領            |
| 16/5/1999  | 日本     | 新潟 | 草2000 | GIII  | 新潟大賞典        | 57   | 芹澤純一 | 2    | 14   | 3        | 2:00.3   | Brilliant Road      |
| 4/7/1999   | 日本     | 函館 | 草2000 | GIII  | 函館紀念          | 55   | 芹澤純一 | 1    | 16   | 2        | 2:02.6   | Jo Big Bang         |
| 29/8/1999  | 日本     | 新潟 | 草2000 | GIII  | 新潟紀念          | 56.5 | 芹澤純一 | 15   | 16   | 3        | 2:00.3   | Brilliant Road      |
| 3/10/1999  | 日本     | 阪神 | 草1400 | GIII  | 人馬錦標          | 59   | 芹澤純一 | 4    | 13   | 1        | 1:20.7   | （Saikyo Sunday）   |
| 21/11/1999 | 日本     | 京都 | 草1600 | GI    | 一哩冠軍賽        | 57   | 芹澤純一 | 4    | 18   | 8        | 1:33.8   | 空中聖戰            |
| 15/4/2000  | 日本     | 阪神 | 草1600 | GI    | 讀賣盃            | 58   | 芹澤純一 | 11   | 18   | 16       | 1:35.7   | 礦脈                |
| 14/5/2000  | 日本     | 福島 | 草2000 | GIII  | 新潟大賞典        | 56.5 | 芹澤純一 | 4    | 16   | 12       | 2:02.6   | Tayasu Meadow       |
| 24/6/2000  | 日本     | 阪神 | 障3000 |       | 障礙4歲以上未勝利 | 60   | 熊澤重文 | 1    | 12   | 比賽中止 | 比賽中止 | Biko Good Man       |
| 22/7/2000  | 日本     | 小倉 | 障2900 |       | 障礙4歲以上未勝利 | 60   | 熊澤重文 | 8    | 11   | 2        | 3:13.8   | Three Tycoon        |
| 29/2000    | 日本     | 小倉 | 障2900 |       | 障礙4歲以上未勝利 | 60   | 熊澤重文 | 5    | 9    | 1        | 3:14.3   | （Aydin Summer）    |
| 19/6/2001  | 日本     | 笠松 | 泥1400 | SPIII | 夏季盃            | 55   | 大塚研司 | 7    | 7    | 7        | 1:32.9   | Shutaisei           |
| 19/1/2002  | 日本     | 高知 | 泥1600 |       | A級               | 55   | 北野真弘 | 9    | 10   | 10       | 1:52.1   | Green Herakles      |
| 2/3/2002   | 日本     | 高知 | 泥1600 |       | A級               | 55   | 倉兼育康 | 8    | 8    | 8        | 1:51.8   | Turf Champion       |

a 由2001年開始，日本跟隨國際馬齡顯示標準，以實歲標記馬匹

## 退役後
退役後，榮進佳文並未入種，而是前往高知縣須崎市土佐黑潮牧場休養，直接以功勞馬身份進行養老生活。
2023年1月18日，其因為衰老以30歲高齡死亡。

## 血統簡介
父系Seattle Dancer爲美國生產的愛爾蘭賽駒，生涯戰績不俗，曾勝出二級賽愛爾蘭打比預賽錦標及加連奴錦標，亦於一級賽巴黎大賽獲得亞軍。祖父尼真斯基爲加拿大生產的愛爾蘭賽駒，生涯僅得兩敗，曾勝出葉森打吡大賽、愛爾蘭打吡、英皇佐治六世及皇后伊利沙伯錦標及二千堅尼錦標等一級賽，退役後亦爲著名種馬，成功確立獨立的系統。
母系Meadow Mist為美國賽駒，生涯僅勝出兩場賽事。外祖父Irish River為法國賽駒，生涯戰績優秀尤其擅長一哩賽事，曾勝出法國二千堅尼、伊斯巴翰錦標、傑克莫華大賽及隆尚磨坊大賽等大賽。

### 血統表
| 父線：尼真斯基系（北地舞人系）                                      |                                   |                 |                |
| 種馬 Seattle Dancer 1984年（棗色）                                  | 尼真斯基 1967年（棗色）           | 北地舞人        | 新北區         |
| 種馬 Seattle Dancer 1984年（棗色）                                  | 尼真斯基 1967年（棗色）           | 北地舞人        | Natalma        |
| 種馬 Seattle Dancer 1984年（棗色）                                  | 尼真斯基 1967年（棗色）           | Flaming Page    | Bull Page      |
| 種馬 Seattle Dancer 1984年（棗色）                                  | 尼真斯基 1967年（棗色）           | Flaming Page    | Flaring Top    |
| 種馬 Seattle Dancer 1984年（棗色）                                  | My Charmer 1969年（棗色）         | Poker           | Round Table    |
| 種馬 Seattle Dancer 1984年（棗色）                                  | My Charmer 1969年（棗色）         | Poker           | Glamour        |
| 種馬 Seattle Dancer 1984年（棗色）                                  | My Charmer 1969年（棗色）         | Fair Charmer    | Jet Action     |
| 種馬 Seattle Dancer 1984年（棗色）                                  | My Charmer 1969年（棗色）         | Fair Charmer    | Myrtle Charm   |
| 繁殖雌馬 Meadow Mist 1985年（栗色）                                 | Irish River 1976年（栗色）        | 河人            | Never Bend     |
| 繁殖雌馬 Meadow Mist 1985年（栗色）                                 | Irish River 1976年（栗色）        | 河人            | River Lady     |
| 繁殖雌馬 Meadow Mist 1985年（栗色）                                 | Irish River 1976年（栗色）        | Irish Star      | Klairon        |
| 繁殖雌馬 Meadow Mist 1985年（栗色）                                 | Irish River 1976年（栗色）        | Irish Star      | Botany Bay     |
| 繁殖雌馬 Meadow Mist 1985年（栗色）                                 | Champagne Cocktail 1976年（栗色） | 雷弼圖          | Hail to Reason |
| 繁殖雌馬 Meadow Mist 1985年（栗色）                                 | Champagne Cocktail 1976年（栗色） | 雷弼圖          | Bramalea       |
| 繁殖雌馬 Meadow Mist 1985年（栗色）                                 | Champagne Cocktail 1976年（栗色） | Bubbling Beauty | Hasty Road     |
| 繁殖雌馬 Meadow Mist 1985年（栗色）                                 | Champagne Cocktail 1976年（栗色） | Bubbling Beauty | Almahmoud      |
| 雌系：Almahoud系（號族：2-d）                                       |                                   |                 |                |
| 五代內近親交配：Almahmoud 5×4、Nasrullah 5×5、Striking + Busher 5×5 |                                   |                 |                |

## 命名由來
名字中，Eishin（エイシン）為馬主平井豐光、平井克彥父子之冠名，出自他們所經營的玩具公司榮進堂，Guymon（ガイモン）源自位於美國奧克拉荷馬州的城市蓋蒙，香港採用音譯，翻譯為「佳文」。

## 外部連結
- 榮進佳文 netkeiba.com （页面存档备份，存于）
- 血統表 （页面存档备份，存于）